# Lavado de bandera
El lavado de bandera es una acción ritual participativa de protesta simbólica y pacífica iniciada el viernes 20 de mayo de 2000 en Perú contra el gobierno de Alberto Fujimori. El sentido del ritual era simbolizar el «lavado de toda la corrupción» en el país a través del lavado de la bandera nacional «ensuciada» por el abuso de poder ejercido por el gobierno de Fujimori. Ese año, desde mayo hasta el 24 de noviembre de 2000, se realizaba cada viernes el lavado de la bandera en la Plaza Mayor de Lima y en otras 27 ciudades del país y del extranjero.

## El ritual
Todos los viernes la acción de protestas simbólica se llevaba a cabo a partir del mediodía hasta las 3 p. m. en la Plaza Mayor de Lima y frente al Palacio de Gobierno. Docenas de personas, y en algunos casos cientos, se reunían con una batea que llenaban con agua de la pileta de la plaza. Cantaban el himno nacional, mezclaban el agua con jabón e introducían la bandera peruana para lavarla y luego colgarla sobre un tendedero provisional.
Eventualmente el ritual también incorporó dentro del lavado a uniformes militares, toga de jueces e incluso la bandera del Vaticano.

## Contexto
Luego de las controvertidas elecciones generales de Perú de 2000, un grupo de artistas denominado Colectivo Sociedad Civil fijó una acción de protesta a realizarse cada viernes, iniciando el ritual el 20 de mayo.
El lavado de banderas fue una de varias manifestaciones de protesta ciudadana que se dieron ese año luego de las elecciones del 9 de abril y 28 de mayo de 2000, consideradas fraudulentas por una parte de la sociedad. Luego de las elecciones del 9 de abril, la Asociación Civil Transparencia registró 690 irregularidades «referentes a la propaganda electoral, hostigamiento a personeros y observadores y cédulas electorales mutiladas y marcadas». Asimismo, la Misión de Observación Electoral de la Organización de Estados Americanos (OEA), representada en ese entonces por el político guatemalteco Eduardo Stein, llamó la atención al Gobierno del Perú a mejorar el proceso electoral luego de iniciarse la investigación por presunta falsificación de firmas del partido político fujimorista Perú 2000.
El lavado de banderas se suspendió tras 6 meses de acción, el 24 de noviembre, cuando concluyó el proceso de vacancia presidencial contra Alberto Fujimori por «permanente incapacidad moral» del 21 de noviembre y la juramentación al día siguiente de Valentín Paniagua como presidente transitorio del Perú.

## Legado

### 2000
En diciembre de 2000, Caretas incluyó en los Premios a la Resistencia 2000 al Colectivo Sociedad Civil.

### 2016
El 19 de mayo de 2016 un grupo de manifestantes del colectivo antifujimorista Keiko No Va realizó un plantón de protesta y lavado de bandera frente al Palacio de Justicia en Lima como rechazo a los supuestos vínculos con el narcotráfico de Joaquín Ramírez, en ese entonces secretario general del partido fujimorista Fuerza Popular de la candidata presidencial Keiko Fujimori.

### 2018
El 27 de septiembre de 2018 cientos de personas en la Plaza de Armas de Arequipa lavaron la bandera exigiendo «una reforma urgente en el sistema judicial, el cierre del Congreso, la convocatoria a nuevas elecciones y una asamblea constituyente».

### 2020
Durante las protestas de Perú en 2020, una serie de manifestaciones y disturbios a nivel nacional desencadenados tras la declaratoria de vacancia de la presidencia por incapacidad moral del presidente peruano Martín Vizcarra, grupos de personas se reunieron en la Plaza San Martín de Lima para protestar contra el gobierno de Manuel Merino y su gabinete. Tras los asesinatos de Inti Sotelo y Brian Pintado la noche del sábado 14 de noviembre del 2020 se realizaron vigilias y se extendió lavado de banderas en diferentes partes del país.